# Alchemilla debilis
Alchemilla debilis är en rosväxtart som beskrevs av Sergei Vasilievich Juzepczuk. Alchemilla debilis ingår i släktet daggkåpor, och familjen rosväxter. Inga underarter finns listade i Catalogue of Life.